# Florent Balmont
Pour les articles homonymes, voir Balmont.
Florent Balmont, né le 2 février 1980 à Sainte-Foy-lès-Lyon, est un footballeur français. Durant sa carrière de joueur, il évoluait au poste de milieu de terrain.
Reconverti comme entraîneur, il commence en 2022 comme entraîneur adjoint du Puy Foot 43 Auvergne, évoluant en National.
En janvier 2024, il continue son apprentissage dans le monde du coaching en signant en qualité d’entraîneur adjoint aux côtés de Roland Vieira au club UF Mâcon, évoluant en Championnat de France de football de National 2.

## Biographie
Florent Balmont commence le football à l'âge de cinq ans au CS Ozon, club de la ville de Saint-Symphorien-d'Ozon dont il est originaire, il joue alors au poste d'attaquant. À douze ans, il rejoint le CASCOL d'Oullins avant d'intégrer à dix-sept ans le centre de formation de l'Olympique lyonnais. Il remporte avec les juniors de l'OL la Coupe Gambardella en 1997 puis le championnat des Centres de formation l'année suivante. Il évolue ensuite avec l'équipe réserve, lors de la saison 2000-2001, termine deuxième de son groupe de CFA, remporte la Coupe du Rhône-Alpes puis le Championnat de France des réserves professionnelles.
Florent Balmont est révélé au public français lors de sa saison de prêt au Toulouse FC. Il est transféré à l'OGC Nice en 2004 après avoir remporté le Championnat de France en 2003 et le Trophée des champions en 2004.
Le milieu français signe en faveur du Lille OSC en juin 2008. En juillet 2010, il est préconvoqué en équipe de France par Laurent Blanc. Aux côtés de Rio Mavuba et Yohan Cabaye, il constitue l'un des milieux de terrain les plus solides de Ligue 1 qui permet au LOSC de réaliser le doublé Coupe-championnat en 2011. Blessé, il ne participe cependant pas à la finale de la Coupe de France.
Lié au LOSC jusqu'en juin 2013, Balmont prolonge son contrat de deux ans le 8 juin 2012. Troisième du championnat en 2012, le club lillois ne parvient pas à se qualifier l'année suivante pour les compétitions européennes. En Coupe de la Ligue, il est éliminé lors de la séance de tirs au but par l'AS Saint-Étienne au stade Geoffroy-Guichard en demi-finale, Florent Balmont ratant le tir au but de la victoire. En fin de saison 2014, il signe un nouveau contrat de trois ans avec le club.
À Lille, une chanson lui est dédiée par les  Y'est d'dins, des supporters du club lillois. Cette chanson s'intitule tout simplement Florent Balmont, elle est la chanson phare de leur album, sorti en 2011 :  Y'est d'dins, leurs meilleures chansons (VOL.1).
Le 8 juillet 2016, après 8 ans passés au LOSC, il s'engage pour un dernier défi au Dijon FCO tout juste promu en Ligue 1.
Le 11 mai 2019, à l'âge de trente-neuf ans, il atteint la barre symbolique des 500 matchs en Ligue 1.
Lors du début de saison 2019-2020, il décide qu'elle sera sa dernière. Malgré l'arrêt prématuré du championnat à cause de la pandémie de Covid-19, il ne revient pas sur sa décision et officialise sa retraite sportive le 30 avril 2020. Pour sa reconversion, il envisage de passer ses diplômes d'entraîneur et d'éventuellement intégrer le staff du DFCO.
Finalement dès la reprise de la Ligue 1 en août, il intègre la nouvelle chaine Téléfoot comme consultant avec d'autre anciens joueurs de Ligue 1.
En juin 2021, il rejoint l'OL en tant qu'entraîneur adjoint des moins de 17 ans

## Statistiques
| Saison                | Club                  | Championnat           | Championnat | Championnat | Coupe nationale | Coupe nationale | Coupe de la Ligue | Coupe de la Ligue | Supercoupe | Supercoupe | Compétition(s) continentale(s) | Compétition(s) continentale(s) | Compétition(s) continentale(s) | Total | Total |
| Saison                | Club                  | Division              | M.          | B.          | M.              | B.              | M.                | B.                | M.         | B.         | Comp.                          | M.                             | B.                             | M.    | B.    |
| 2002-2003             | Olympique lyonnais    | Ligue 1               | 9           | 0           | -               | -               | 1                 | 0                 | -          | -          | -                              | -                              | -                              | 10    | 0     |
| 2003-2004             | Toulouse FC (prêt)    | Ligue 1               | 35          | 0           | 2               | 0               | 1                 | 0                 | -          | -          | -                              | -                              | -                              | 38    | 0     |
| 2004-2005             | Olympique lyonnais    | Ligue 1               | 2           | 1           | -               | -               | -                 | -                 | 1          | 0          | -                              | -                              | -                              | 3     | 1     |
| Sous-total            | Sous-total            | Sous-total            | 11          | 1           | 0               | 0               | 1                 | 0                 | 1          | 0          | -                              | -                              | -                              | 13    | 1     |
| 2004-2005             | OGC Nice              | Ligue 1               | 34          | 4           | 2               | 0               | 1                 | 0                 | -          | -          | -                              | -                              | -                              | 37    | 4     |
| 2005-2006             | OGC Nice              | Ligue 1               | 37          | 0           | -               | -               | 4                 | 1                 | -          | -          | -                              | -                              | -                              | 41    | 1     |
| 2006-2007             | OGC Nice              | Ligue 1               | 32          | 0           | 1               | 0               | 1                 | 0                 | -          | -          | -                              | -                              | -                              | 34    | 0     |
| 2007-2008             | OGC Nice              | Ligue 1               | 36          | 0           | 2               | 1               | 2                 | 0                 | -          | -          | -                              | -                              | -                              | 40    | 1     |
| Sous-total            | Sous-total            | Sous-total            | 139         | 4           | 5               | 1               | 8                 | 1                 | -          | -          | -                              | -                              | -                              | 152   | 6     |
| 2008-2009             | LOSC Lille            | Ligue 1               | 34          | 0           | 4               | 0               | 1                 | 1                 | -          | -          | -                              | -                              | -                              | 39    | 1     |
| 2009-2010             | LOSC Lille            | Ligue 1               | 35          | 2           | -               | -               | 1                 | 0                 | -          | -          | C3                             | 12                             | 1                              | 48    | 3     |
| 2010-2011             | LOSC Lille            | Ligue 1               | 27          | 0           | 5               | 0               | 1                 | 0                 | -          | -          | C3                             | 6                              | 0                              | 39    | 0     |
| 2011-2012             | LOSC Lille            | Ligue 1               | 30          | 2           | 3               | 0               | 2                 | 0                 | 1          | 1          | C1                             | 5                              | 0                              | 41    | 3     |
| 2012-2013             | LOSC Lille            | Ligue 1               | 34          | 2           | 2               | 1               | 1                 | 0                 | -          | -          | C1                             | 7                              | 0                              | 44    | 3     |
| 2013-2014             | LOSC Lille            | Ligue 1               | 35          | 0           | 2               | 0               | -                 | -                 | -          | -          | -                              | -                              | -                              | 37    | 0     |
| 2014-2015             | LOSC Lille            | Ligue 1               | 30          | 1           | 1               | 0               | 3                 | 0                 | -          | -          | C1+C3                          | 4+6                            | 1+0                            | 44    | 2     |
| 2015-2016             | LOSC Lille            | Ligue 1               | 28          | 0           | -               | -               | 3                 | 0                 | -          | -          | -                              | -                              | -                              | 31    | 0     |
| Sous-total            | Sous-total            | Sous-total            | 253         | 7           | 17              | 1               | 12                | 1                 | 1          | 1          | -                              | 40                             | 2                              | 323   | 12    |
| 2016-2017             | Dijon FCO             | Ligue 1               | 23          | 0           | -               | -               | -                 | -                 | -          | -          | -                              | -                              | -                              | 23    | 0     |
| 2017-2018             | Dijon FCO             | Ligue 1               | 21          | 1           | 1               | 0               | 1                 | 0                 | -          | -          | -                              | -                              | -                              | 23    | 1     |
| 2018-2019             | Dijon FCO             | Ligue 1               | 22          | 0           | 4               | 1               | 2                 | 0                 | -          | -          | -                              | -                              | -                              | 28    | 1     |
| 2019-2020             | Dijon FCO             | Ligue 1               | 10          | 0           | 4               | 0               | 1                 | 0                 | -          | -          | -                              | -                              | -                              | 15    | 0     |
| Sous-total            | Sous-total            | Sous-total            | 76          | 1           | 9               | 1               | 4                 | 0                 | -          | -          | -                              | -                              | -                              | 89    | 2     |
| Total sur la carrière | Total sur la carrière | Total sur la carrière | 514         | 13          | 33              | 3               | 26                | 2                 | 2          | 1          | -                              | 40                             | 2                              | 615   | 21    |

## Palmarès

### En club
- Olympique lyonnais

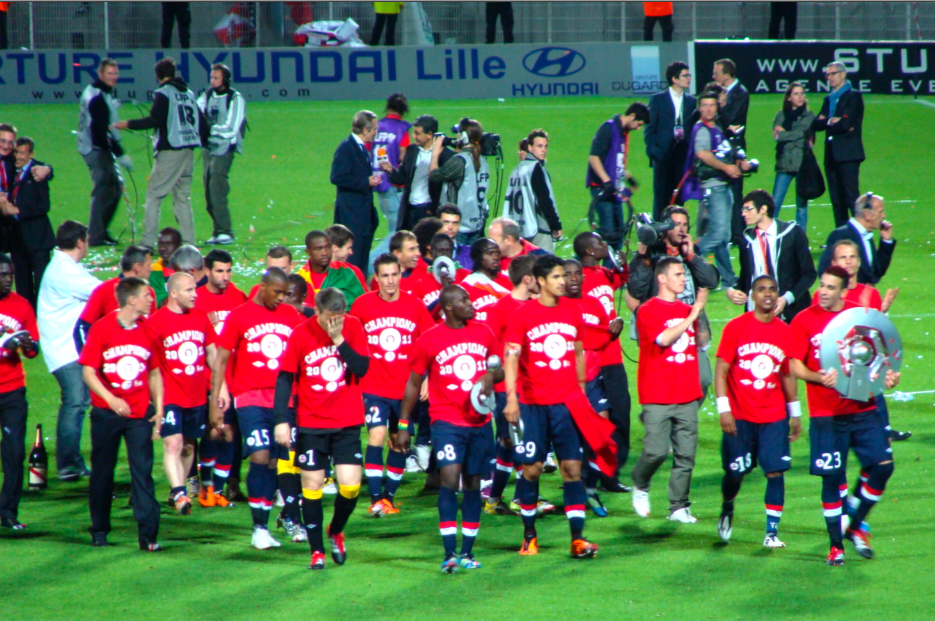
Balmont (N°4 à gauche), est champion de France avec Lille en mai 2011.

  - Champion de France en 2003 et 2005
  - Vainqueur du Trophée des champions en 2004
  - Vainqueur de la Coupe Gambardella en 1997

- OGC Nice
  - Finaliste de la Coupe de la Ligue en 2006

- Lille OSC
  - Champion de France en 2011
  - Vainqueur de la Coupe de France en 2011
  - Finaliste du Trophée des champions en 2011